# Воскресенский собор (Вологда)
Воскресе́нский собо́р — православный храм в Вологде, кафедральный собор Вологодской епархии Русской православной церкви. Построен в 1772—1776 годах в стиле барокко по велению вологодского архиепископа Иосифа Золотого как «тёплый» храм близ «холодного» Софийского собора. Памятник архитектуры федерального значения.

## История
Решение о постройке тёплого (зимнего) кафедрального собора было принято в начале 1750-х годов при епископе Серапионе. Первая попытка построить собор была предпринята в 1757 году уже при Иосифе Золотом, и освящён во имя Сретения Господня. Однако законченное в 1771 году здание было разобрано потому как «найдены были на нём многие на арках, в асщелины», и собор признан «к достройке весьма ненадёжным».
Новый Воскресенский собор построен на месте разобранной юго-восточной башни Вологодского кремля. На постройку шёл камень из развалин его крепостных стен и башен. Считается, что строительство велось местным архитектором Златицким по модели, выполненной столичным мастером. Деревянная модель, характеризующаяся более высоким куполом и тонкой трактовкой деталей, хранится в Вологодском государственном музее-заповеднике. Строительство было закончено в 1776 году, уже после смерти Иосифа Золотого, при епископе Иринее.
В Воскресенском кафедральном соборе 28 июня 1831 года совершено пострижение в монашество вологодского дворянина Дмитрия Брянчанинова (1807—1867) с наречением его Игнатием. Игнатий Брянчанинов впоследствии стал одним из крупнейших богословов России. 6 июня 1988 года святитель Игнатий причислен к лику святых. В марте 1913 года в Воскресенском соборе архиепископ Тихон, (будущий Святейший Патриарх) совершил хиротонию архимандрита Спасо-Прилуцкого монастыря Неофита (Следникова) во епископа Измаильского.
С 1923 года Воскресенский собор был занят обновленческой общиной. В 1920—1930‑х годах в нем служили вологодские обновленческие архиереи.
В 1930‑х годах это был единственный действующий храм в центре города (в это время действовали только кладбищенские храмы). 5 марта 1938 года специальным постановлением Вологодского горсовета Воскресенский кафедральный собор был закрыт (Спасенкова, 2000, с. 281). После закрытия собора его иконостас был демонтирован, а стенопись утрачена. В 1950 году в здании открывается художественный отдел Вологодского областного краеведческого музея. В 1952 году на базе коллекции музея образована самостоятельная Вологодская областная картинная галерея, и с 1954 года в соборе действует ее центральный выставочный зал. Постановлением Совета Министров РСФСР от 30 августа 1960 года № 1327 и Указом Президента РФ от 20 февраля 1995 года № 176 Воскресенский собор в составе ансамбля Вологодского кремля объявлен памятником истории и культуры федерального значения.
В июне 2015 года губернатор Олег Кувшинников по итогам встречи с главой Росимущества Ольгой Дергуновой, сообщил, что собор будет передан Вологодской епархии до 1 июля 2016 года. С 4 декабря 2016 года собор снова является действующим кафедральным собором Вологодской епархии.

## Архитектура
Воскресенский собор — двухэтажное здание, овальное в плане, с пятью главами. Имеет трапезную, четыре полукруглых придела по сторонам и вытянутый алтарь. Собор венчает большой купол с овальными окнами и люкарнами, завершённый фонарём с главой. Купол окружён двухъярусными восьмиугольными башенками — главками приделов.
Фасады украшают тосканские колонны и пилястры, окна обрамляют фигурные наличники. Парадный вход в собор с Кремлёвской площади был устроен в стиле ампир (с фронтоном и колоннами также тосканского ордера) к приезду императора Александра I.
По мнению искусствоведов, исходный проект был упрощён и огрублён при строительстве. Георгий Лукомский так описывает архитектуру собора:
…Довольно хаотическое и бесформенное сооружение. Задуманный, видимо, в интересных формах эпохи барокко (судя по деревянной модели, хранящейся в соборном древнехранилище), в осуществлении он, к сожалению, подвергся изменениям, и особенно пострадали пропорции купола, ставшего приплюснутым, и детали: получились обрезанными колонки, грубыми, не вылепленными тщательно, наличники и карнизы.
Таким образом, стиль барокко получил в этом храме, закрашенном в тёмно-жёлтый с белым тона, не вполне типичное выражение. Приём был хорош — получить самый храм круглым представлялось очень заманчивым, но, к сожалению, в глухой провинции трудно было выполнить детали, требовавшие деликатной выработки.

## Интерьер
О первоначальном внутреннем убранстве собора судить сложно. В 1832—1833 годах интерьер собора подвергся поновлению. По оценке Георгия Лукомского,
Внутри собор не представляет решительно ничего интересного. Роспись (орнаментальная) изобличает дурной вкус эпохи Александра II и III, а киоты, иконостасы и все предметы носят на себе отпечаток безвкусия, типичного для поры quasi-русского стиля, отдающего холодной ремесленностью и поползновениями к роскоши.
С 1847 по 1928 годы в трапезной собора находилась икона Троицы «Зырянская» XIV века, уникальная своими надписями на коми-зырянском языке, сделанными древнепермским письмом.

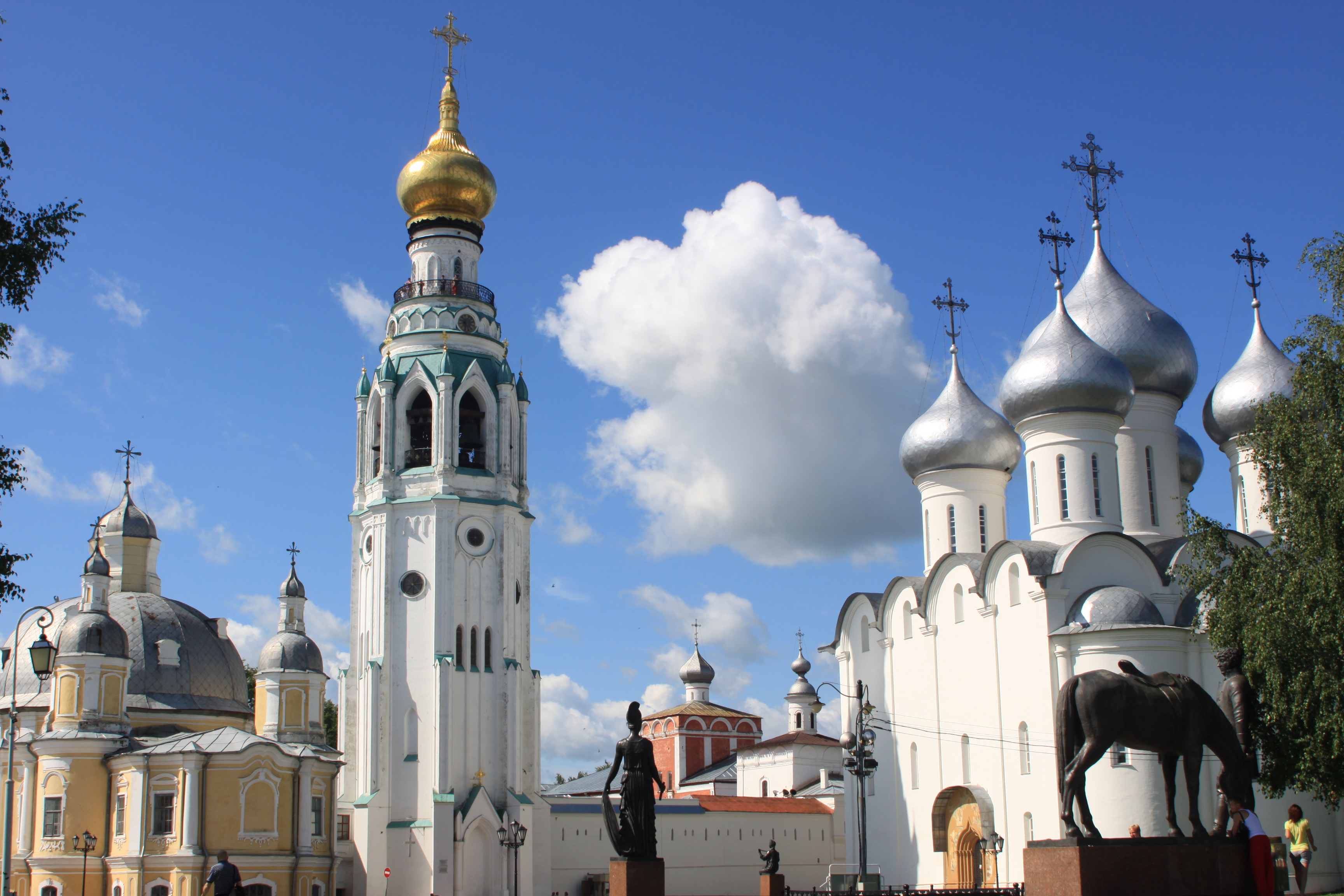
Кремлёвская площадь. Слева направо: Воскресенский собор, колокольня, Архиерейский двор с церквями (в глубине), Софийский собор
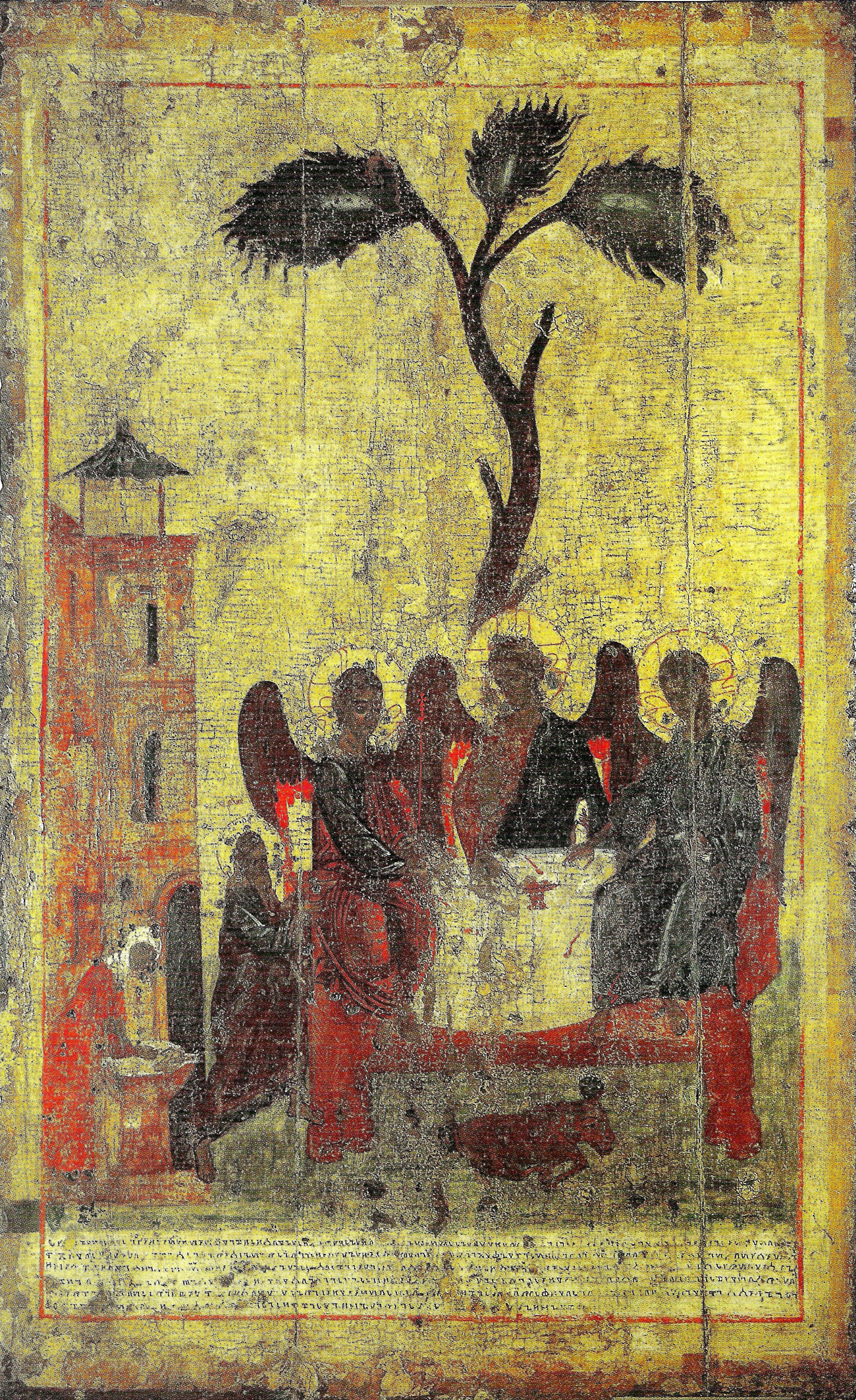
Троица Зырянская, 1379-1400 г., ВГИАХМЗ